# Cortodera wewalkai
Cortodera wewalkai är en skalbaggsart som beskrevs av Holzschuh 1995. Cortodera wewalkai ingår i släktet Cortodera och familjen långhorningar. Inga underarter finns listade i Catalogue of Life.